# 5235 Jean-Loup
5235 Jean-Loup eller 1990 SA1 är en asteroid i huvudbältet som upptäcktes den 16 september 1990 av den amerikanske astronomen Henry E. Holt vid Palomarobservatoriet. Den är uppkallad efter fransosen Jean-Loup Bertaux.
Asteroiden har en diameter på ungefär 6 kilometer och den tillhör asteroidgruppen Flora.